# 아리엘 (기업)
아리엘 모터 컴퍼니(영어: Ariel Motor Company)는 영국 서퍽주 크루커넷에 있는 스포츠카 제조 회사로 영국의 자동차 제조 기업 중 가장 규모가 작다. 현재 이 회사의 직원은 30명에 불과하며, 연간 100대를 생산하고 있다.

## 역사
1991년에 시몬 사운더스(영어: Simon Saunders)가 솔로크레스트(영어: Solocrest Ltd.)로 설립했다. 1999년에 현재의 사명으로 변경되었고, 회사 명칭은 1902년부터 1970년까지 존재했던 영국의 오토바이 제조업인 아리엘 오토바이에서 비롯되었다.

## 모델

### 아리엘 아톰
1996년에 당시 코번트리 대학교에 다니던 학생에 의해 고안된 모델로 영국 국제 모터쇼에 컨섭트카 사양으로 출시되었다. 2000년에 1세대 모델이 출시되었고, 엔진은 로버 그룹에서 제작된 4기통 1.6L 엔진을 탑재했다. 2003년에 2세대 모델로 넘어오면서, 혼다에서 제작한 2.0L 직렬 4기통 VTEC 엔진을 탑재했다.
2010년에 3세대 모델이 출시되면서, 아리엘 아톰 V8이 출시되었다. 엔진은 하틀리에서 제작한 V8형 엔진을 탑재했고, 최고 속도는 320km/h까지 주행이 가능하다.
2018년에 4세대 모델이 출시되었고, 기존 아리엘 아톰 V8보다 출력이 낮지만, 다양한 디자인 개선 및 변경 및 운전석이 변경되었다. 같은 해 7월에 굿우드 스피드 페스티벌에서 공개되었다.

### 아리엘 에이스
2014년 6월에 최초로 발표된 모델로 오토바이 모델이다. 엔진은 혼다 VFR1200F 오토바이 모델과 마찬가지로 1200cc 수랭식 V4형 엔진을 탑재했고, 2015년부터 생산에 들어갔다.

### 아리엘 노마드
2015년에 출시된 모델로 오프로드 버전 사양 차량이다. 엔진은 혼다에서 제작한 2.4L 엔진을 탑재했고, 235마력을 내며 차량 경량화를 시킨 것이 특징이다.

### 아리엘 하이퍼카
2017년에 출시된 모델로 전기 스포츠카 사양이다.